# Landstar System
Landstar System, Inc. (NASDAQ: LSTR

) er en amerikansk logistik- og godstransportvirksomhed med hovedkvarter i Jacksonville, Florida. Landstar har et netværk med over 11.000 uafhængigt ejede operatører. Virksomheden har drevet forretninger siden 1968. Det nuværende selskab blev registreret i 1991.